# Pavao Pavličić
Pavao Pavličić, hrvaški literarni zgodovinar, pisatelj, pedagog in akademik, * 1946, Vukovar.
Pavličić je professor emeritus na Filozofski fakulteti v Zagrebu; je član Hrvaške akademije znanosti in umetnosti.